# Fußballnationalmannschaft von Trinidad und Tobago (U-23-Männer)
Die U-23-Fußballnationalmannschaft von Trinidad und Tobago ist eine Auswahlmannschaft Fußballspieler aus Trinidad und Tobago, die der Trinidad and Tobago Football Association. Sie repräsentiert den Verband bei internationalen Freundschaftsspielen und nahm von 1992 bis 2020 an der Olympia-Qualifikation des CONCACAF teil.

## Geschichte
Erstmals nahm die Mannschaft im Jahr 1992 an dem Vorturnier zur Olympia-Qualifikation teil, hier kam man durch ein Freilos ohne Spiel durch die erste Runde. In der zweiten Runde traf man dann auf Jamaika als Gegner, welche erst im Hinspiel mit 0:1 verloren und im Rückspiel schließlich noch einmal 1:0 gewannen. So wurde ein drittes Entscheidungsspiel nötig, welches auch nach Verlängerung noch mit einem 1:1 endete. Anschließend daran wurde so ein Elfmeterschießen nötig, welches die Mannschaft von Trinidad und Tobago schließlich mit 5:2 gewann. In der letzten Runde, welche in Gruppen ausgetragen wurde, gelangen der Mannschaft jedoch nur zwei Punkte und so schaffte man nicht die Teilnahme am Qualifikationsturnier.
Über die Vorqualifikationsrunde im Jahr 1996 ist nichts bekannt, so konnte sich das Team jedoch als Erstrundengewinner einen Platz unter den karibischen Vertretern bei der Endrunde sichern. Die finale Qualifikation wurde dann schließlich in einer Tabelle mit allen Mannschaften ausgetragen, auf der die Mannschaft am Ende mit vier gesammelten Punkten jedoch nur auf dem fünften und damit vorletzten Platz landete.
In der Vorqualifikation für das Turnier im 2000 stieg die Mannschaft zur ersten Runde ein und schlug hier sehr deutlich nach Hin- und Rückspiel die Mannschaft von St. Vincent und die Grenadinen mit 9:1. Auch in der zweiten Runde ging es dann mit einem hohen Endstand weiter, da man am Ende mit 6:3 über Barbados triumphierte. Die dritte Runde fand dann wieder als Gruppe statt, wobei die Spiele alle in Trinidad und Tobago als Gastgeber ausgetragen wurden. Jedoch verpasste die Mannschaft die finale Runde hier schlussendlich mit vier Punkten nur mit einem Punkt Abstand über den dritten Platz.
Mit einem 6:1 ging es bei der Vorqualifikation für das Turnier im Jahr 2004 dann in der ersten Runde gegen die Bahamas los. Weiter ging es dann in der zweiten Runde mit einem 4:1 über Grenada. So qualifizierte sich die Mannschaft dann für die Endrunde Mit drei Punkten in der eigenen Gruppe ging es hier jedoch als Dritter nicht über die Gruppenphase hinaus.
In der Vorqualifikation für das Turnier im Jahr 2008, gewann das Team in der karibischen Zone die erste Runde mit sieben Punkten als Gruppensieger. Nach der zweiten Runde schied man jedoch ohne einen einzigen Punkt nach zwei Spielen in der dortigen Gruppe als Mannschaft auf dem letzten Platz aus. Auch bei dem Vorturnier für die Austragung im Jahr 2012 ging die Mannschaft in der ersten Runde wieder als Gruppensieger hervor. Mit diesmal vier Punkten überstand das Team daraufhin dann diesmal aber auch die zweite Runde. Damit war man nun wieder einmal bei der Endrunde dabei. Aber auch diesmal gelang durch ein Unentschieden über Panama, aus dem ein Punkt resultierte nur ein letzter Platz am Ende der Gruppenphase.
Wie auch nach der letzten Teilnahme, gelang es dan bei der Vorqualifikation für die Spiele im Jahr 2016 erneut nicht sich für die Endrunde zu qualifizieren, weil man bereits in der ersten Runde mit nur drei Punkten auf dem zweiten Platz ausschied. Bei der nächsten Austragung wurde das Team zwar in eine Gruppe gezogen, zog sich danach aber wieder zurück. Dies war auch die letzte Austragung dieses Turniers. Ab der Austragung im Jahr 2024 werden die Teilnehmer für die Olympischen Spiele über die Platzierungen bei der CONCACAF U-20-Meisterschaft entschieden.

## Ergebnisse bei Turnieren
| Jahr | Platzierung        |
| ---- | ------------------ |
| 1992 | nicht qualifiziert |
| 1996 | 5. Platz           |
| 2000 | nicht qualifiziert |
| 2004 | Gruppenphase       |
| 2008 | nicht qualifiziert |
| 2012 | Gruppenphase       |
| 2016 | nicht qualifiziert |
| 2020 | zurückgezogen      |